# Ilybius chishimanus
Ilybius chishimanus là một loài bọ cánh cứng trong họ Bọ nước. Loài này được Kôno miêu tả khoa học năm 1944.